# River Torrens Linear Park
River Torrens Linear Park är en park i Australien. Den ligger i delstaten South Australia, omkring 11 kilometer nordost om delstatshuvudstaden Adelaide.
Runt River Torrens Linear Park är det ganska tätbefolkat, med 58 invånare per kvadratkilometer.. Närmaste större samhälle är Adelaide, omkring 11 kilometer sydväst om River Torrens Linear Park. 
I omgivningarna runt River Torrens Linear Park växer i huvudsak blandskog. Genomsnittlig årsnederbörd är 593 millimeter. Den regnigaste månaden är juli, med i genomsnitt 95 mm nederbörd, och den torraste är december, med 13 mm nederbörd.